# Kościół św. Wawrzyńca w Karczmiskach Drugich
Kościół św. Wawrzyńca w Karczmiskach Drugich – rzymskokatolicki kościół parafialny zlokalizowany w Karczmiskach Drugich, w powiecie opolskim, w województwie lubelskim. Funkcjonuje przy nim parafia św. Wawrzyńca. Drugą patronką świątyni jest Matka Boża Szkaplerzna.

## Historia
Pierwsze wzmianki o parafii we wsi pochodzą z 1452. Po połowie XVI wieku kościół stał się filią parafii w Kazimierzu Dolnym (parafia powróciła tutaj w 1919). 

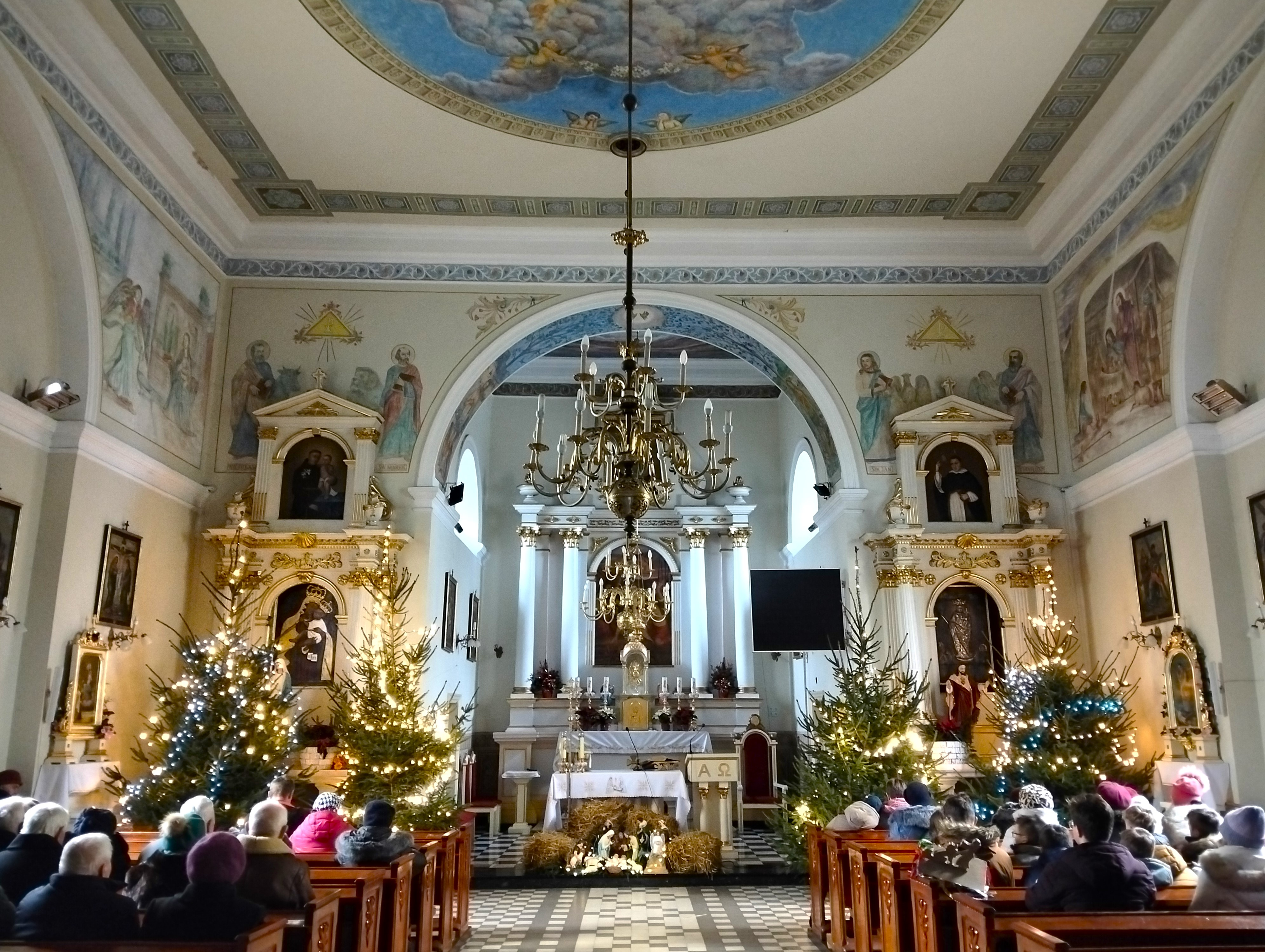
Wnętrze

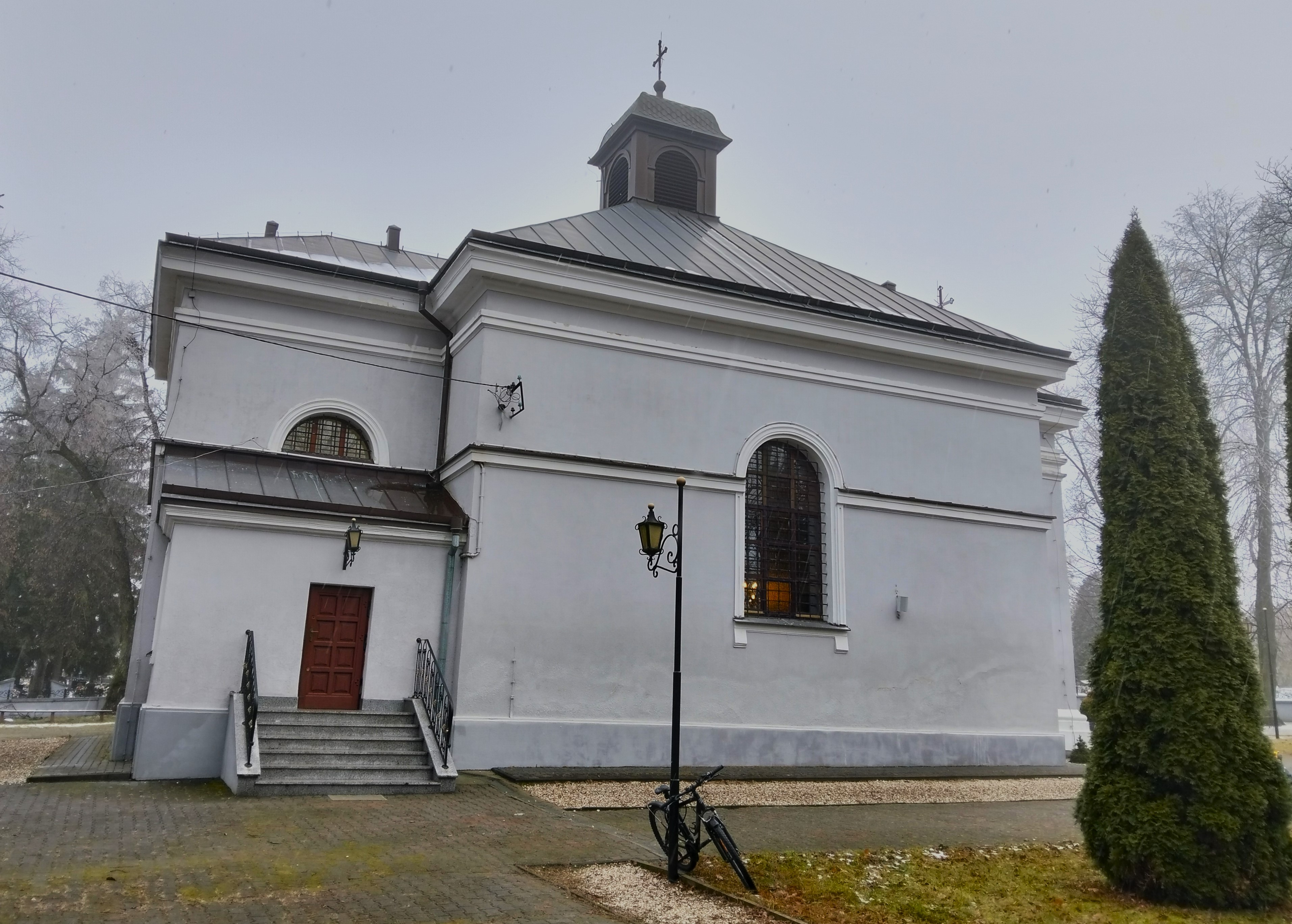
Elewacja boczna

Późnoklasycystyczny obiekt na planie kwadratu wzniesiono w latach 1842–1848, najprawdopodobniej na miejscu wcześniejszej, XVII-wiecznej świątyni drewnianej. Fundatorem był ksiądz Jan Bałuszyński. Remontowano go po II wojnie światowej. W XVIII wieku istniały we wsi plebania, wikariat, szpital dla biednych i szkoła (przy kościele rezydowali komendarz i rektor szkolny).

## Architektura
Ceglany, tynkowany kościół stoi na podmurówce z cegieł, na łagodnym stoku i nie jest podpiwniczony. Strop jest drewniany, z podsufitką, otynkowany i zdobiony freskiem. Całość pokryto czterospadowym dachem z latarnią (blacha ocynkowana). Główne wejście zaakcentowane tympanonem prowadzi przez przybudówkę, którą na narożach zdobią pilastry toskańskie (również gzyms wokół świątyni wykonano w tym porządku). Prezbiterium flankują dwie przybudówki. Wewnątrz znajduje się drewniany chór wsparty na czterech słupach. Wyposażenie budowli jest skromne. Ołtarz główny wykonano z kamienia. Zawiera figurę Chrystusa Ukrzyżowanego i ruchomy obraz męczeństwa św. Wawrzyńca. Ołtarze boczne noszą wezwania Matki Boskiej Szkaplerznej (lewy) i Niepokalanego Poczęcia Najświętszej Maryi Panny (prawy). Po prawej stronie wisi również ruchomy obraz św. Mateusza. Organy pochodzą z 1846. Mają oryginalne piszczałki cynowe. Powierzchnia obiektu wynosi 240 m², a kubatura 1160 m³ (lub odpowiednio: 273 m² i 1872 m³).
Kościołowi towarzyszy wolnostojąca, prostopadłościenna, drewniana dzwonnica, wzniesiona najprawdopodobniej około 1723, z poprzednim kościołem. Jej konstrukcję stanowi dziewięć drewnianych słupów (30 × 30 cm). Dach pokryto gontem, a ściany wykonano z desek sosnowych. Wewnątrz wiszą dwa dzwony. Kubatura dzwonnicy to 500 m³, zaś powierzchnia zabudowy wynosi 46 m².

## Galeria

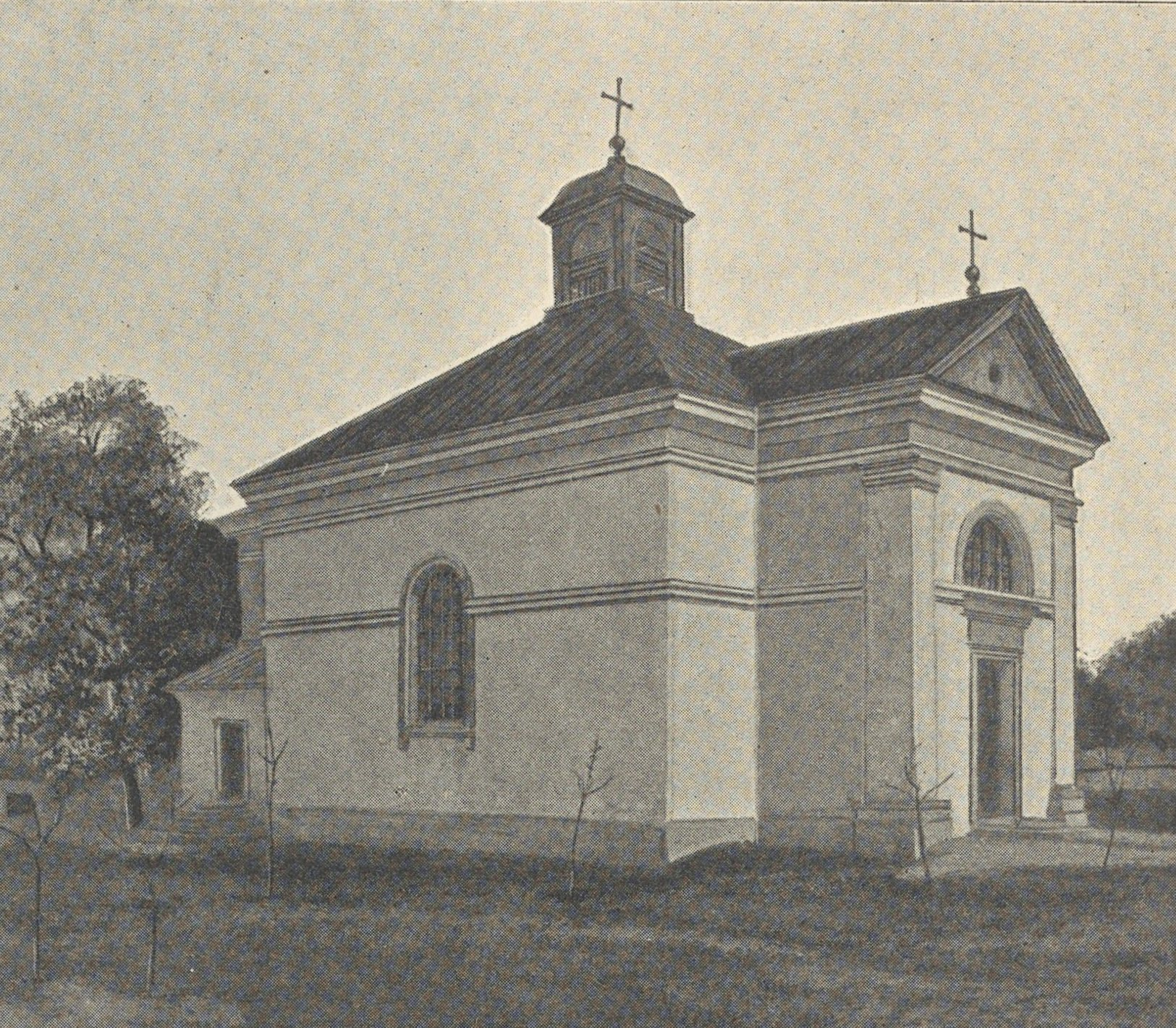
Bryła przed 1908
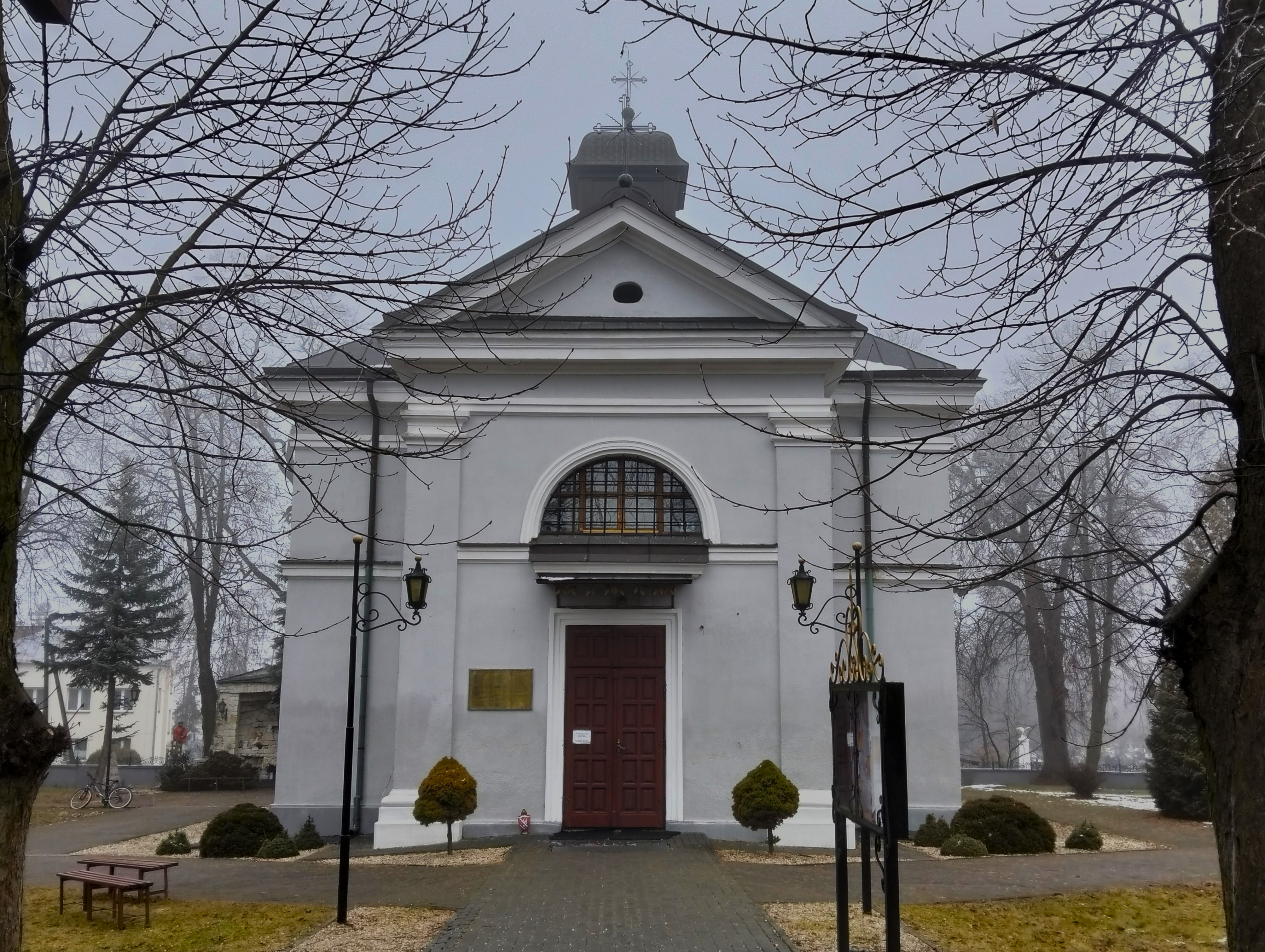
Elewacja wejściowa
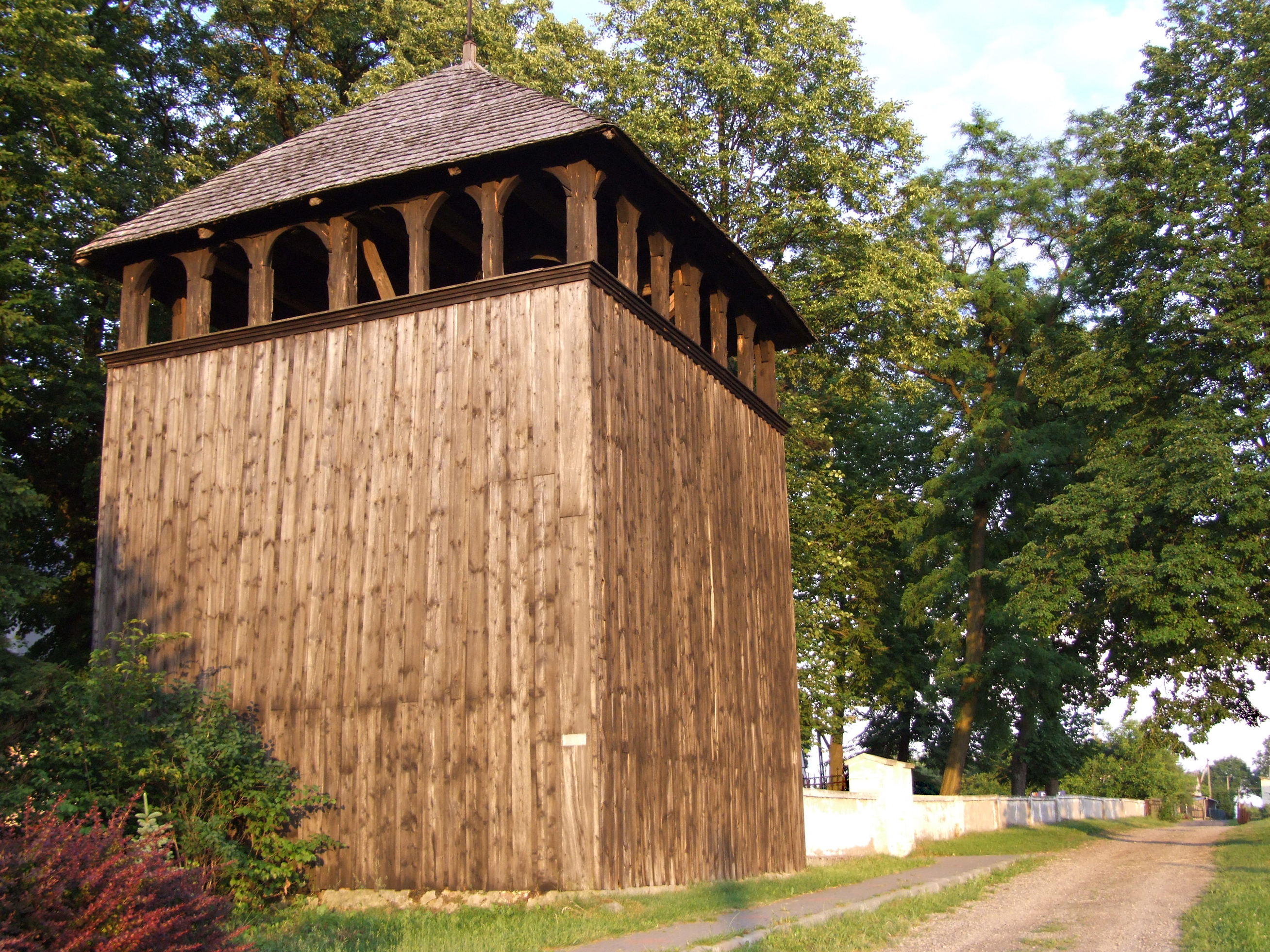
Dzwonnica